# Krossberg
Krossberg este o localitate din comuna Stavanger, provincia Rogaland, Norvegia, cu o suprafață de 0,11 km² și o populație de 435 locuitori (2013).